# Município de Salem (condado de Tuscarawas, Ohio)
O município de Salem (em inglês: Salem Township) é um município localizado no condado de Tuscarawas no estado estadounidense de Ohio. No ano de 2010 tinha uma população de 1.703 habitantes e uma densidade populacional de 19,23 pessoas por km².

## Geografia
O município de Salem encontra-se localizado nas coordenadas 40° 19′ 49″ N, 81° 33′ 04″ O. Segundo a Departamento do Censo dos Estados Unidos, o município tem uma superfície total de 88.56 km², da qual 87,8 km² correspondem a terra firme e (0,86 %) 0,76 km² é água.

## Demografia
Segundo o censo de 2010, tinha 1.703 habitantes residindo no município de Salem. A densidade populacional era de 19,23 hab./km². Dos 1.703 habitantes, o município de Salem estava composto pelo 97,94 % brancos, o 0,29 % eram afroamericanos, o 0,47 % eram amerindios, o 0,12 % eram asiáticos, o 0,65 % eram de outras raças e o 0,53 % eram de uma mistura de raças. Do total da população o 0,65 % eram hispanos ou latinos de qualquer raça.